# Ітрінешть
Ітрінешть, Ітрінешті (рум. Itrinești) — село у повіті Нямц в Румунії. Входить до складу комуни Мерджинень.
Село розташоване на відстані 279 км на північ від Бухареста, 19 км на схід від П'ятра-Нямца, 77 км на захід від Ясс.

## Населення
За даними перепису населення 2002 року у селі проживали 487 осіб, усі — румуни. Усі жителі села рідною мовою назвали румунську.